# 格鲁诺-达门多夫
格鲁诺-达门多夫（德語：Grunow-Dammendorf）是德国勃兰登堡州的市镇，隶属于奥得-施普雷县，总面积为45.13平方千米，截至2020年总人口为508人。